# Saladas de Alcañiz
Saladas de Alcañiz este o arie protejată (arie specială de conservare — SAC, sit de importanță comunitară — SCI) din Spania întinsă pe o suprafață de 650,81 ha, integral pe uscat.

## Localizare
Centrul sitului Saladas de Alcañiz este situat la coordonatele 41°02′34″N 0°12′21″W / 41.0427°N 0.205822°V.

## Înființare
Situl Saladas de Alcañiz a fost declarat sit de importanță comunitară în iulie 2000 pentru a proteja 1 specie de plante. Situl a fost protejat și ca arie specială de conservare în februarie 2021.

## Biodiversitate
Situată în ecoregiunea mediteraneană, aria protejată conține 10 habitate naturale: Vegetație gipsofilă iberică (Gypsophiletalia), Matorral arborescenți cu Juniperus spp., Tufărișuri halo-nitrofile (Pegano-Salsoletea), Pășuni mediteraneene udate de apa mării (Juncetalia maritimi), Pseudostepă cu ierburi și specii anuale de Thero-Brachypodietea, Salicornia și alte specii anuale care populează regiunile mlăștinoase și nisipoase, Păduri endemice cu Juniperus spp., Galerii și tufărișuri riverane sudice (Nerio-Tamaricetea și Securinegion tinctoriae), Stepe sărăturate mediteraneene (Limonietalia), Tufărișuri halofile mediteraneene și termo-atlantice (Sarcocornetea fruticosi).
La baza desemnării sitului se află o specie protejată de  plante: Riella helicophylla
Pe lângă speciile protejate, pe teritoriul sitului au mai fost identificate 8 specii de plante, 8 specii de păsări, 3 specii de amfibieni, 1 specie de mamifere, 1 specie de nevertebrate, 1 specie de pești.